# Јудеохришћанство
Јудеохришћанство је израз који се користи за сврставање јудаизма и хришћанства у једну групу, било у односу на јудаистичко поријекло хришћанства, хришћанско позајмљивање хебрејске Библије која чини „Стари завјет” хришћанске Библије, или због уочених паралела или заједничких особина јудеохришћанске етике коју дијеле двије религије. Јеврејску традицију искупљења позајмили су хришћани, а обрезивање је јеврејска традиција уобичајена међу евангелистима, обиљежавање Пасхе код Јевреја је традиција блиско повезана са хришћанско прославом Ускрса.
Израз „јудеохришћанин” (енгл. Judæo Christian) први пут се појавио у 19. вијеку као ријеч којом су се означавали јеврејски конвертити у хришћанство. Њемачки израз „јеврејски хришћанин” (њем. Judenchristlich) користио је Фридрих Ниче за описивање континуитета између јеврејског и хрићанског погледа на свијет.
Израз је постао општеприхваћен у Сједињеним Америчким Државама током Хладног рата, како би се указало на јединствени амерички идентитет супротан комунизму. Теолог и писац Артур Коен, у књизи The Myth of the Judeo-Christian Tradition (Мит јудеохришћанске традиције), довео је у питање теолошку ваљаност јудеохришћанског концепта, сугеришући да је то уствари изум америчке политике.
Сродни кровни израз „Аврамске религије” поред јудаизма и хришћанства укључује мормонизам, ахмадизма, бахаизам, ислам и друзизам.